# Actinocythereis subquadrata
Actinocythereis subquadrata är en kräftdjursart som beskrevs av H.S. Puri 1960. Actinocythereis subquadrata ingår i släktet Actinocythereis och familjen Trachyleberididae. Inga underarter finns listade i Catalogue of Life.